# Corrinea edita
Corrinea edita är en skalbaggsart som beskrevs av Wooldridge 1993. Corrinea edita ingår i släktet Corrinea och familjen lerstrandbaggar. Inga underarter finns listade i Catalogue of Life.